# Gisèle Halimi
Gisèle Halimi (La Goletta, 27 luglio 1927 – Parigi, 28 luglio 2020) è stata un'avvocata e politica francese, nata in Tunisia col nome Zeiza Gisèle Élise Taïeb, militante femminista.

## Biografia
Da avvocata, difese a partire dagli anni 1950 dei militanti del Movimento nazionale algerino tra cui in particolare dei membri del Fronte di Liberazione Nazionale (FLN). A partire dal 1960 assunse la difesa di Djamila Boupacha, attivista e militante del FLN che, accusata di tentato omicidio, era stata torturata e violentata, in detenzione, da soldati francesi. A fianco di Simone de Beauvoir riuscì a mediatizzare questo processo, per mettere in luce i metodi dell'esercito francese durante la guerra d'Algeria.
Figura di rilievo del femminismo in Francia, fu l'unica avvocata a firmare nel 1971 il Manifesto delle 343 pubblicato da donne che dichiaravano di aver abortito e reclamavano il libero accesso all'aborto, che era allora in Francia reato. Poco dopo fondò con de Beauvoir il movimento Choisir la cause des femmes e l'anno successivo, al processo di Bobigny, la sua azione come avvocata delle donne accusate di aborto illegale ottenne l'assoluzione di tre delle donne implicate e la liberazione condizionale della quarta, contribuendo nel 1975 alla formulazione della legge Veil sull'interruzione volontaria di gravidanza.
Lo stesso accadde con la sua strategia di mediatizzazione durante il Processo per stupro di Aix-en-Provence, durante il quale difese due ragazze vittime nel 1974 di una violenza collettiva da parte di tre uomini. Il processo si tenne nel 1978 e contribuì all'adozione, nel 1980, di una nuova legge che definiva chiaramente l'oltraggio al pudore e la violenza sessuale e permetteva di riconoscere quest'ultima come crimine. In edizione italiana viene pubblicato nel 1078 La Causa delle donne, Pellicanolibri, Catania (trad. Anna Vio).
Vicina a François Mitterrand, Halimi fu eletta deputata alle elezioni legislative in Francia del 1981, mandato che mantenne fino al 1984. Militante per la parità di genere, ottenne nel 1982 il voto di un articolo di legge che autorizzava le cosiddette quote rosa alle elezioni, ma il testo fu annullato dal Consiglio costituzionale.
Dal 1985 occupò varie posizioni successive all'UNESCO (tra cui quella di ambasciatrice di Francia), e poi all'ONU (consigliere speciale della delegazione francese all'Assemblea generale, relatrice per la Parità di genere in politica. È stata inoltre tra i fondatori dell'associazione altermondialista ATTAC nel 1998.
Nel 2008 ha pubblicato con l'associazione Choisir il saggio La clause de l'Européenne la plus favorisée che propone di generalizzare a tutte le cittadine di ogni paese membro dell'Unione europea la disposizione più favorevole vigente in ogni campo dei diritti delle donne.